# Водремер, Эмиль
Жозеф Огюст Эмиль Водремер (фр. Joseph Auguste Émile Vaudremer; 6 февраля 1829, Париж — 7 февраля 1914, Антиб) — французский архитектор. Член Французской академии изящных искусств.

## Биография
Учился в Париже в Школе изящных искусств. В 1854 г. ему была присуждена первая большая премия по архитектуре и вместе с ней государственная стипендия для дальнейшего обучения в Риме. Первое крупное произведение Водремера — тюрьма Санте в Париже. В 1890 г. он приступил к возведению собора Святого Стефана в неовизантийском стиле.

## Награды
Легионер ордена Почётного легиона
 Офицер ордена Почётного легиона
 Командан ордена Почётного легиона